# Gran Premio motociclistico di Gran Bretagna 2002
Il Gran Premio motociclistico di Gran Bretagna 2002 corso il 14 luglio, è stato l'ottavo Gran Premio della stagione 2002 e ha visto vincere la Honda di Valentino Rossi nella classe MotoGP, Marco Melandri nella classe 250 ed Arnaud Vincent nella classe 125.
Per Valentino Rossi si tratta del 100º Gran Premio disputato e contemporaneamente della 46ª vittoria, suo numero portafortuna con cui ha sempre gareggiato.

## MotoGP

### Arrivati al traguardo
| Pos. | Nº | Pilota                   | Squadra                    | Motocicletta    | Giri | Tempo     | Griglia | Punti |
| ---- | -- | ------------------------ | -------------------------- | --------------- | ---- | --------- | ------- | ----- |
| 1º   | 46 | Valentino Rossi          | Repsol Honda               | Honda RC211V    | 30   | 46:32.888 | 1       | 25    |
| 2º   | 3  | Max Biaggi               | Marlboro Yamaha            | Yamaha YZR-M1   | 30   | +2.371    | 5       | 20    |
| 3º   | 4  | Alex Barros              | West Honda Pons            | Honda NSR500    | 30   | +5.533    | 4       | 16    |
| 4º   | 6  | Norick Abe               | Antena 3 Yamaha d'Antín    | Yamaha YZR500   | 30   | +22.036   | 13      | 13    |
| 5º   | 19 | Olivier Jacque           | Gauloises Yamaha Tech 3    | Yamaha YZR500   | 30   | +28.087   | 12      | 11    |
| 6º   | 15 | Sete Gibernau            | Telefonica Movistar Suzuki | Suzuki GSV-R    | 30   | +28.400   | 17      | 10    |
| 7º   | 74 | Daijirō Katō             | Fortuna Honda Gresini      | Honda NSR500    | 30   | +28.947   | 11      | 9     |
| 8º   | 21 | John Hopkins             | Red Bull Yamaha WCM        | Yamaha YZR500   | 30   | +31.497   | 6       | 8     |
| 9º   | 9  | Nobuatsu Aoki            | Proton Team KR             | Proton KR3      | 30   | +31.947   | 10      | 7     |
| 10º  | 56 | Shin'ya Nakano           | Gauloises Yamaha Tech 3    | Yamaha YZR500   | 30   | +41.454   | 15      | 6     |
| 11º  | 31 | Tetsuya Harada           | Pramac Honda Racing        | Honda NSR500    | 30   | +49.458   | 3       | 5     |
| 12º  | 8  | Garry McCoy              | Red Bull Yamaha WCM        | Yamaha YZR500   | 30   | +53.709   | 18      | 4     |
| 13º  | 33 | Akira Ryō                | Team Suzuki                | Suzuki GSV-R    | 30   | +54.480   | 14      | 3     |
| 14º  | 10 | Kenny Roberts Jr         | Telefonica Movistar Suzuki | Suzuki GSV-R    | 30   | +54.594   | 8       | 2     |
| 15º  | 17 | Jurgen van den Goorbergh | Kanemoto Racing            | Honda NSR500    | 30   | +54.866   | 9       | 1     |
| 16º  | 55 | Régis Laconi             | MS Aprilia Racing          | Aprilia RS Cube | 30   | +55.525   | 16      |       |
| 17º  | 66 | Alex Hofmann             | West Honda Pons            | Honda NSR500    | 30   | +1:05.901 | 19      |       |

### Ritirati
| Nº | Pilota            | Squadra         | Motocicletta  | Giri | Griglia |
| -- | ----------------- | --------------- | ------------- | ---- | ------- |
| 7  | Carlos Checa      | Marlboro Yamaha | Yamaha YZR-M1 | 19   | 2       |
| 99 | Jeremy McWilliams | Proton Team KR  | Proton KR3    | 6    | 7       |

### Non partito
| Nº | Pilota    | Squadra                 | Motocicletta  | Griglia |
| -- | --------- | ----------------------- | ------------- | ------- |
| 20 | Pere Riba | Antena 3 Yamaha d'Antin | Yamaha YZR500 | 20      |

### Non qualificato
| Nº | Pilota     | Squadra      | Motocicletta |
| -- | ---------- | ------------ | ------------ |
| 11 | Tōru Ukawa | Repsol Honda | Honda RC211V |

## Classe 250

### Arrivati al traguardo
| Pos. | Nº | Pilota            | Squadra                        | Motocicletta | Giri | Tempo     | Griglia | Punti |
| ---- | -- | ----------------- | ------------------------------ | ------------ | ---- | --------- | ------- | ----- |
| 1º   | 3  | Marco Melandri    | MS Aprilia Racing              | Aprilia      | 27   | 42:55.728 | 2       | 25    |
| 2º   | 10 | Fonsi Nieto       | Telefonica Movistar-Repsol     | Aprilia      | 27   | +0.717    | 1       | 20    |
| 3º   | 24 | Toni Elías        | Telefonica Movistar-Repsol     | Aprilia      | 27   | +3.493    | 5       | 16    |
| 4º   | 21 | Franco Battaini   | Imola Circuit Exalt Cycle Race | Aprilia      | 27   | +3.934    | 8       | 13    |
| 5º   | 4  | Roberto Rolfo     | Fortuna Honda Gresini          | Honda        | 27   | +4.407    | 7       | 11    |
| 6º   | 17 | Randy de Puniet   | Campetella Racing              | Aprilia      | 27   | +19.852   | 12      | 10    |
| 7º   | 11 | Haruchika Aoki    | DeGraaf Grand Prix             | Honda        | 27   | +21.770   | 10      | 9     |
| 8º   | 8  | Naoki Matsudo     | Dark Dog Yamaha Kurz           | Yamaha       | 27   | +24.580   | 6       | 8     |
| 9º   | 6  | Alex Debón        | Campetella Racing              | Aprilia      | 27   | +25.987   | 11      | 7     |
| 10º  | 18 | Shahrol Yuzy      | Petronas Sprinta Yamaha TVK    | Yamaha       | 27   | +26.202   | 15      | 6     |
| 11º  | 27 | Casey Stoner      | Safilo Oxydo Race LCR          | Aprilia      | 27   | +31.621   | 13      | 5     |
| 12º  | 7  | Emilio Alzamora   | Fortuna Honda Gresini          | Honda        | 27   | +36.116   | 4       | 4     |
| 13º  | 15 | Roberto Locatelli | Tu Racing                      | Aprilia      | 27   | +45.339   | 14      | 3     |
| 14º  | 76 | Tarō Sekiguchi    | Dark Dog Yamaha Kurz           | Yamaha       | 27   | +45.538   | 9       | 2     |
| 15º  | 42 | David Checa       | Safilo Oxydo Race LCR          | Aprilia      | 27   | +57.476   | 16      | 1     |
| 16º  | 12 | Jason Vincent     | Cibertel Honda BQR             | Honda        | 27   | +1:00.795 | 21      |       |
| 17º  | 19 | Leon Haslam       | Cibertel Honda BQR             | Honda        | 27   | +1:03.974 | 20      |       |
| 18º  | 28 | Dirk Heidolf      | Aprilia Germany                | Aprilia      | 27   | +1:05.156 | 18      |       |
| 19º  | 41 | Jarno Janssen     | DeGraaf Grand Prix             | Honda        | 27   | +1:19.402 | 17      |       |
| 20º  | 32 | Héctor Faubel     | RFME Equipo Nacional           | Aprilia      | 27   | +1:22.218 | 19      |       |
| 21º  | 44 | Andrew Whittley   | Faster by Fuller Racing        | Aprilia      | 26   | +1 giro   | 25      |       |

### Ritirati
| Nº | Pilota           | Squadra                     | Motocicletta | Giri | Griglia |
| -- | ---------------- | --------------------------- | ------------ | ---- | ------- |
| 25 | Vincent Philippe | Equipe de France - Scrab GP | Aprilia      | 26   | 22      |
| 22 | Raúl Jara        | RFME Equipo Nacional        | Aprilia      | 17   | 23      |
| 9  | Sebastián Porto  | Petronas Sprinta Yamaha TVK | Yamaha       | 12   | 3       |
| 51 | Hugo Marchand    | Equipe de France - Scrab GP | Aprilia      | 4    | 24      |

### Non qualificati
| Nº | Pilota              | Squadra                 | Motocicletta |
| -- | ------------------- | ----------------------- | ------------ |
| 43 | Christopher Sansome | Faster by Fuller Racing | Honda        |
| 47 | Jason Boyce         | RM Racing               | Honda        |

## Classe 125

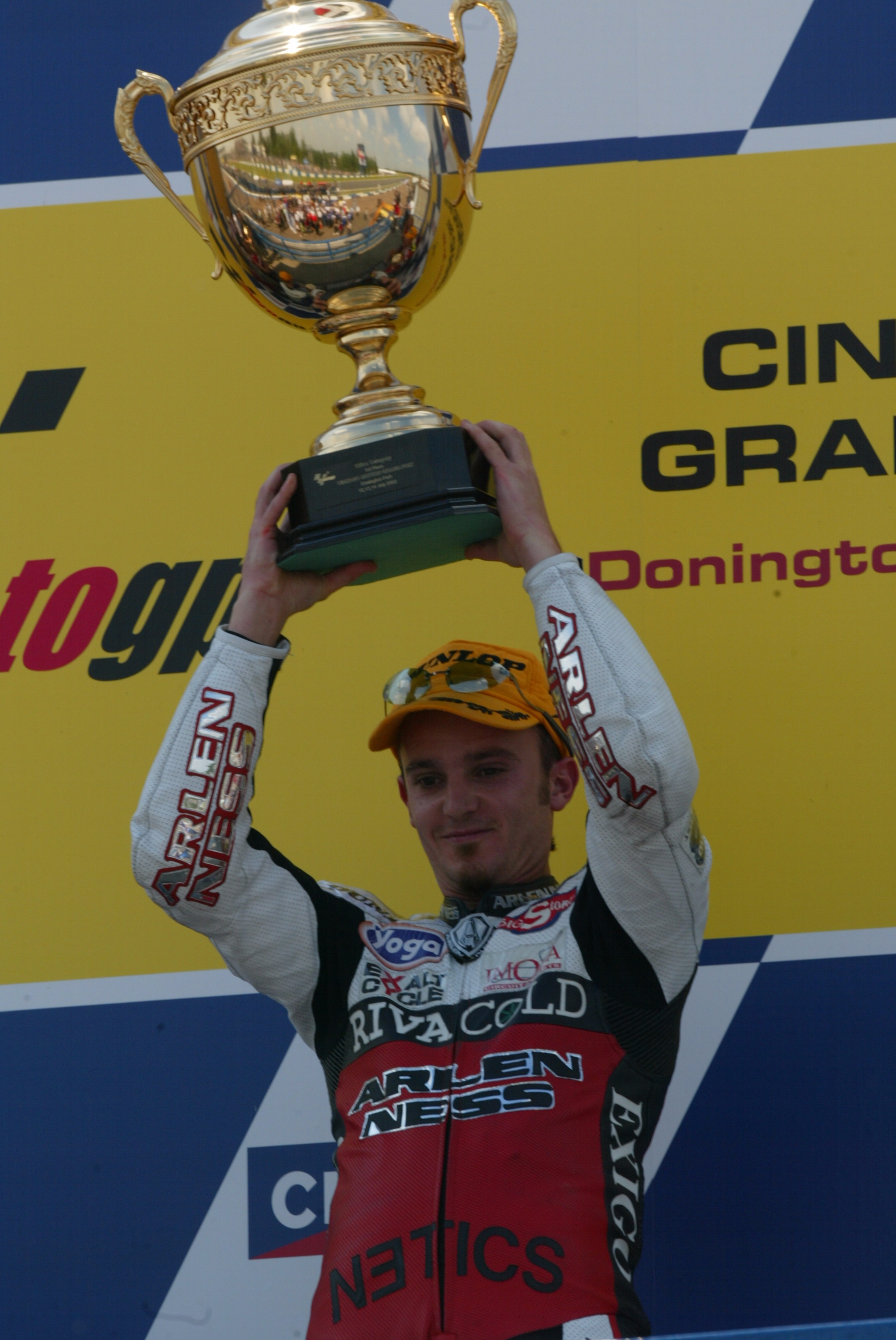
Il vincitore Arnaud Vincent durante la premiazione

### Arrivati al traguardo
| Pos. | Nº | Pilota           | Squadra                        | Motocicletta | Giri | Tempo     | Griglia | Punti |
| ---- | -- | ---------------- | ------------------------------ | ------------ | ---- | --------- | ------- | ----- |
| 1º   | 21 | Arnaud Vincent   | Imola Circuit Exalt Cycle Race | Aprilia      | 26   | 42:57.387 | 16      | 25    |
| 2º   | 26 | Daniel Pedrosa   | Telefonica Movistar jnr        | Honda        | 26   | +0.193    | 3       | 20    |
| 3º   | 1  | Manuel Poggiali  | Gilera Racing                  | Gilera       | 26   | +0.699    | 1       | 16    |
| 4º   | 5  | Masao Azuma      | Tribe by Breil                 | Honda        | 26   | +13.482   | 10      | 13    |
| 5º   | 17 | Steve Jenkner    | UGT 3000 - Abruzzo             | Aprilia      | 26   | +13.643   | 14      | 11    |
| 6º   | 25 | Joan Olivé       | Telefonica Movistar jnr        | Honda        | 26   | +14.073   | 6       | 10    |
| 7º   | 15 | Alex De Angelis  | Safilo Oxydo Race LCR          | Aprilia      | 26   | +15.650   | 7       | 9     |
| 8º   | 41 | Yōichi Ui        | Caja Madrid Derbi Racing       | Derbi        | 26   | +18.608   | 4       | 8     |
| 9º   | 34 | Andrea Dovizioso | Scot Racing                    | Honda        | 26   | +20.761   | 13      | 7     |
| 10º  | 66 | Shūhei Aoyama    | PEV Moto ADAC Sachsen          | Honda        | 26   | +21.553   | 20      | 6     |
| 11º  | 7  | Stefano Perugini | Italjet Racing Service         | Italjet      | 26   | +41.238   | 18      | 5     |
| 12º  | 50 | Andrea Ballerini | FCC - TSR                      | Honda        | 26   | +41.942   | 8       | 4     |
| 13º  | 48 | Jorge Lorenzo    | Caja Madrid Derbi Racing       | Derbi        | 26   | +46.464   | 21      | 3     |
| 14º  | 75 | Fabrizio Lai     | Semprucci Angaia Racing        | Honda        | 26   | +46.699   | 12      | 2     |
| 15º  | 6  | Mirko Giansanti  | Scot Racing                    | Honda        | 26   | +52.816   | 22      | 1     |
| 16º  | 57 | Chaz Davies      | CWF - Matteoni Racing          | Aprilia      | 26   | +56.261   | 24      |       |
| 17º  | 16 | Simone Sanna     | Tu Racing                      | Aprilia      | 26   | +1:03.435 | 11      |       |
| 18º  | 19 | Alex Baldolini   | UGT 3000 - Abruzzo             | Aprilia      | 26   | +1:10.892 | 29      |       |
| 19º  | 28 | Ivan Goi         | CWF - Matteoni Racing          | Aprilia      | 26   | +1:17.003 | 33      |       |
| 20º  | 20 | Imre Tóth        | Semprucci Angaia Racing        | Honda        | 26   | +1:32.295 | 28      |       |
| 21º  | 69 | Christian Elkin  | UK Racing/myfinancematters.c   | Honda        | 25   | +1 giro   | 32      |       |
| 22º  | 70 | Chris Martin     | Wilson Racing                  | Honda        | 25   | +1 giro   | 34      |       |
| 23º  | 31 | Mattia Angeloni  | Team Italia                    | Gilera       | 25   | +1 giro   | 30      |       |
| 24º  | 24 | Leon Camier      | Italjet Racing Service         | Italjet      | 25   | +1 giro   | 31      |       |

### Ritirati
| Nº | Pilota            | Squadra                    | Motocicletta | Giri | Griglia |
| -- | ----------------- | -------------------------- | ------------ | ---- | ------- |
| 4  | Lucio Cecchinello | Safilo Oxydo Race LCR      | Aprilia      | 23   | 2       |
| 36 | Mika Kallio       | Red Devil Honda            | Honda        | 18   | 9       |
| 33 | Stefano Bianco    | Bossini Sterilgarda Racing | Aprilia      | 16   | 25      |
| 90 | Guy Farbrother    | Red Bull Rookies           | Honda        | 15   | 35      |
| 23 | Gino Borsoi       | UGT 3000 - Abruzzo         | Aprilia      | 7    | 5       |
| 80 | Héctor Barberá    | Master-Aspar               | Aprilia      | 3    | 26      |
| 8  | Gábor Talmácsi    | PEV Moto ADAC Sachsen      | Honda        | 3    | 19      |
| 47 | Ángel Rodríguez   | Master-Aspar               | Aprilia      | 3    | 17      |
| 84 | Michel Fabrizio   | Team Italia                | Gilera       | 2    | 23      |
| 11 | Max Sabbatani     | Bossini Sterilgarda Racing | Aprilia      | 0    | 27      |
| 22 | Pablo Nieto       | Master-Aspar               | Aprilia      | 0    | 15      |
| 91 | Midge Smart       | Red Bull Rookies           | Honda        | 0    | 36      |